# Euryglottis albostigmata
Euryglottis albostigmata là một loài bướm đêm thuộc họ Sphingidae.

## phân phát
Loài này có ở Colombia và Peru.

## Miêu tả
Nó rất khác các loài khác thuộc chi Euryglottis, đặc biệt là màu sắc cũng như thiếu vạch tam gác nhạt ở phía trên cánh trước.

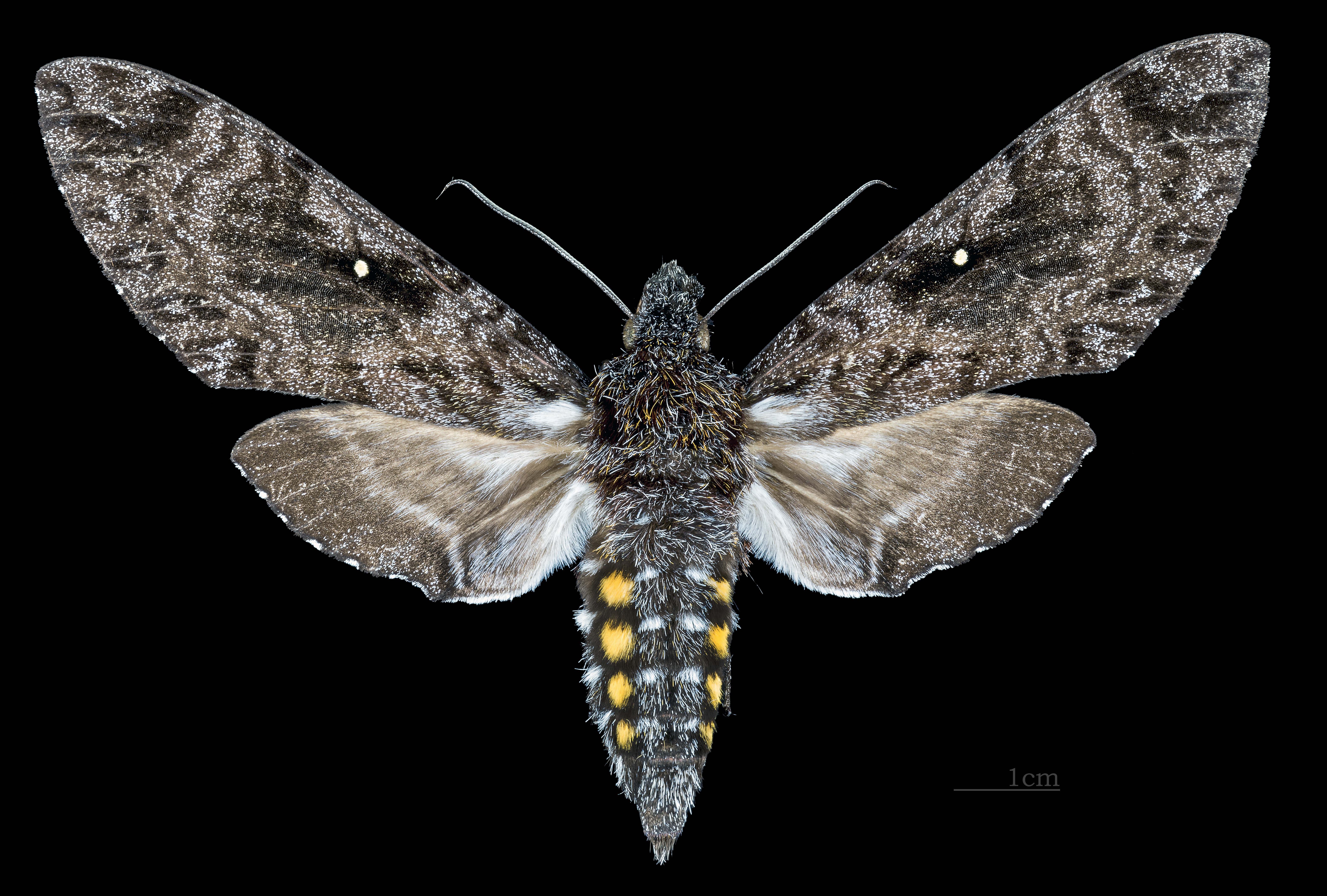
♀
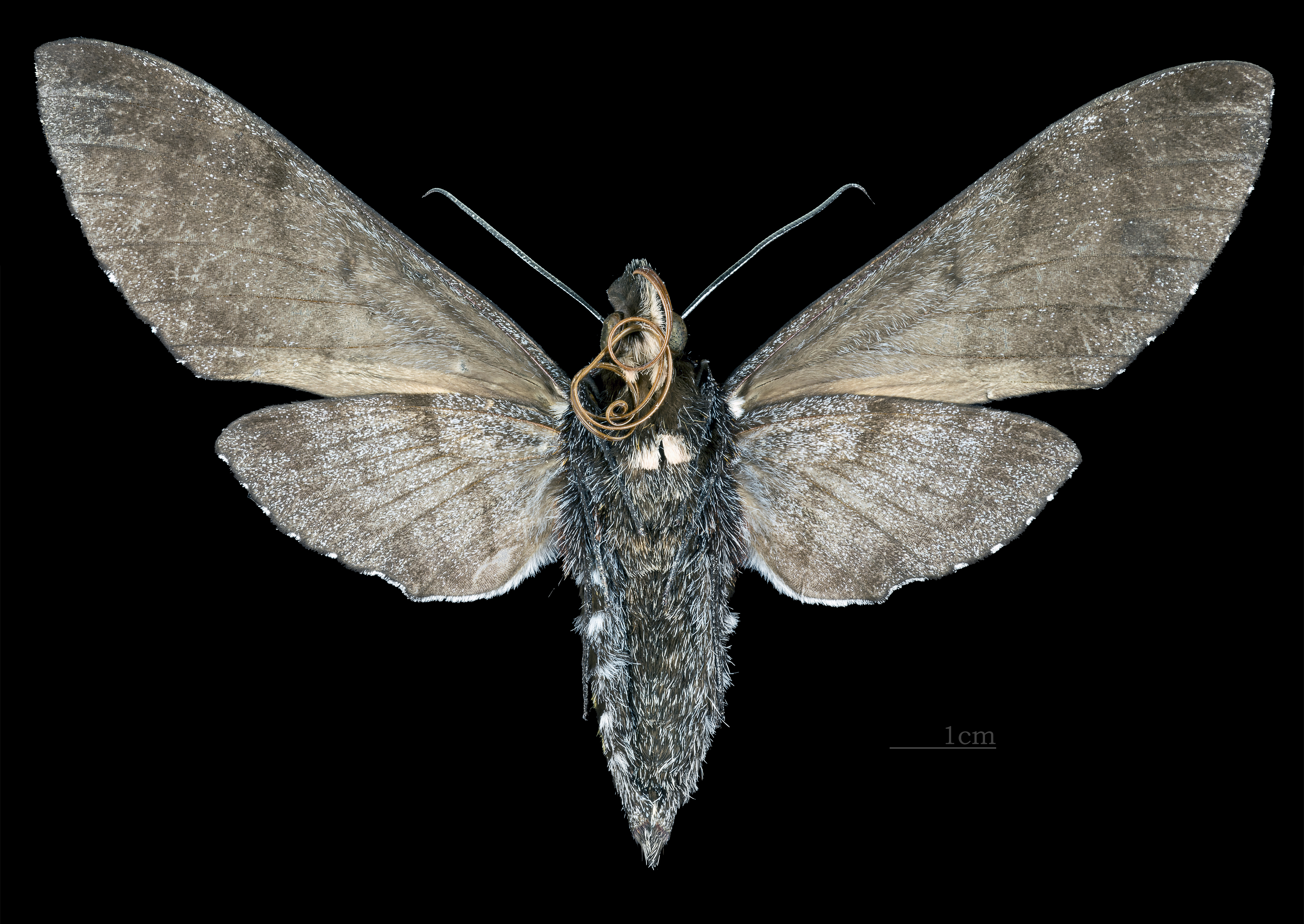
♀ △

## Phân loài
- Euryglottis albostigmata albostigmata (Colombia)
- Euryglottis albostigmata basalis Rothschild & Jordan, 1906 (Peru)